# Baton (onderscheiding)

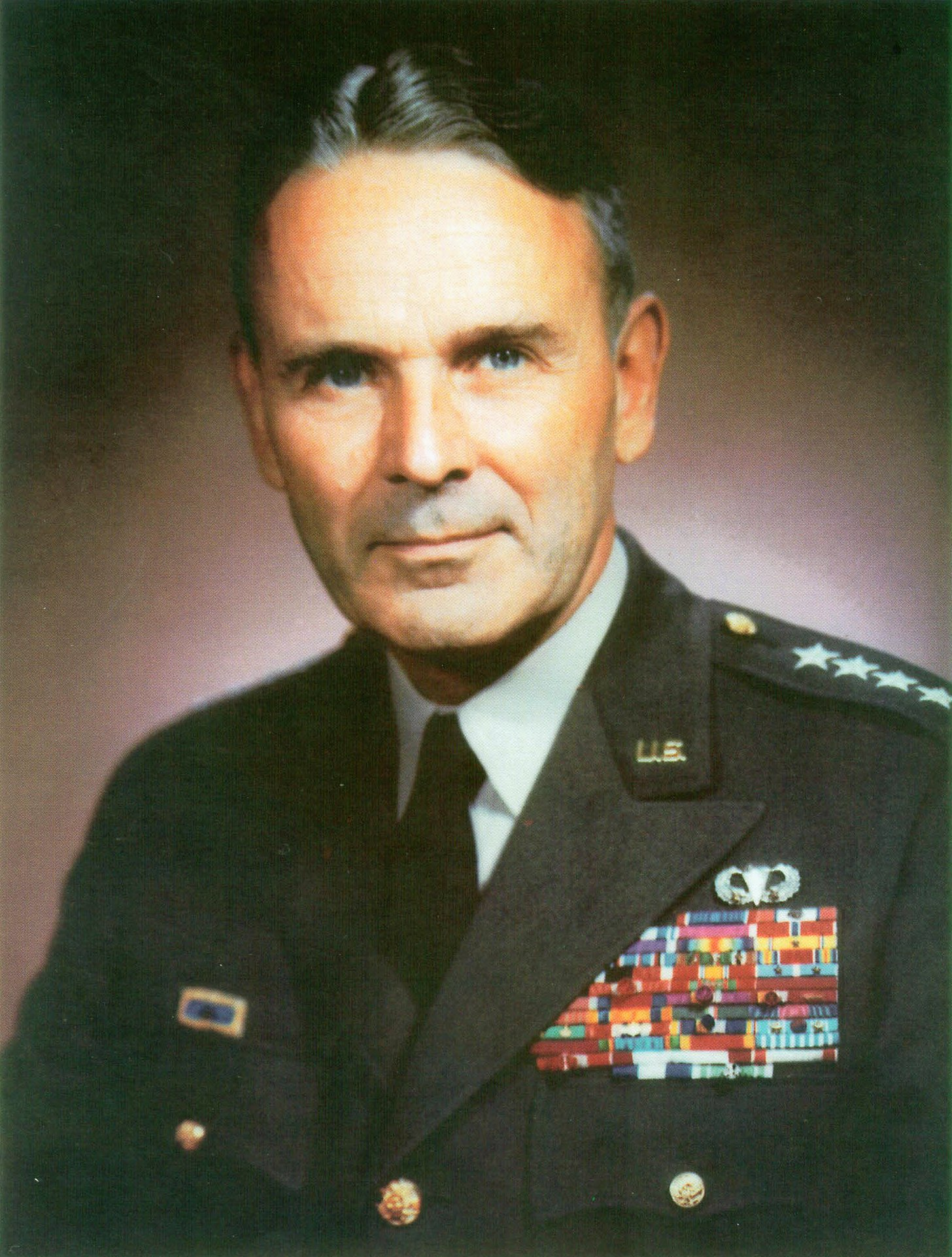
Generaal Maxwell D. Taylor RMWO met 38 batons

Baton van de Orde van Canada

Een baton is een langwerpig stukje materiaal dat met de stof van een onderscheiding of ridderorde overtrokken is en op een uniform wordt gedragen om het bezit van een onderscheiding aan te duiden.
Tot in de 18e eeuw werden ridderorden dagelijks gedragen, men droeg dus de kruisen van de orde aan hun linten "en sautoir" om de hals, aan een lintje in het knoopsgat of aan een grootlint over de schouder op de heup.
In de napoleontische tijd ziet men de herenkleding soberder worden, de heren droegen nu, in uniform of op hun geklede jas ook wel een klein lint of een rozet in de kleur van de onderscheiding. Daaruit is het gebruik ontstaan om batons te dragen.
In de late 19e eeuw ontstond de gewoonte om op de batons met kleine stukjes goud- of zilvergalon en rozetten de rang in een Orde aan te geven. Op de batons werden nu ook kleine cijfers (bij herhaalde verleningen), palmtakken, kroontjes, zwaardjes, gestileerde roosjes en andere metalen versierselen aangebracht. De democratisering van de maatschappij bracht met zich mee dat er veel meer onderscheidingen werden verleend, zodat zij niet meer het privilege van de adel zijn. De batons boden de mogelijkheid om al deze medailles en kruisen zo niet dagelijks te dragen, maar er toch mee te pronken.
Met batons kunnen veel onderscheidingen worden aangeduid. Prins Bernhard der Nederlanden droeg op zijn uniform 36 batons in vijf rijen boven elkaar. Russische maarschalken dragen en droegen er nog meer.
In de meeste landen worden alle onderscheidingen ook van een lint en een baton voorzien. Er zijn echter uitzonderingen.Sommige Orden van de Sovjet-Unie werden altijd als model-versiersel, dat wil zeggen zoals ze verleend zijn, gedragen. Dat gold tot voor kort ook min of meer voor de Nederlandse Medaille voor Eerlijke en Trouwe Dienst als Onderofficier. Deze medaille werd altijd aan het lint gedragen. Een baton was niet toegestaan.
Het is niet gebruikelijk om een baton op burgerkleding te dragen; dan wordt een knoopsgatversiering passender geacht.

## Zie ook

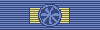
Op een uniform
dragen de ridders
van de Orde van de Witte Adelaar deze baton dat met een rozet op een stukje goudgallon is versierd om de rang van een grootkruis aan te duiden.

## De rozetten en galons op de batons
| De batons van de Laotiaanse Orde van de Miljoen Olifanten en de Witte Parasol zijn typerend voor het internationaal gevolgde model. | De batons van de Laotiaanse Orde van de Miljoen Olifanten en de Witte Parasol zijn typerend voor het internationaal gevolgde model. | De batons van de Laotiaanse Orde van de Miljoen Olifanten en de Witte Parasol zijn typerend voor het internationaal gevolgde model. | De batons van de Laotiaanse Orde van de Miljoen Olifanten en de Witte Parasol zijn typerend voor het internationaal gevolgde model. | De batons van de Laotiaanse Orde van de Miljoen Olifanten en de Witte Parasol zijn typerend voor het internationaal gevolgde model. |
| --- | --- | --- | --- | --- |
| Grootkruis | Grootofficier | Commandeur | Officier | Ridder |